# République démocratique du Congo aux Jeux paralympiques d'été de 2012
La république démocratique du Congo participe aux Jeux paralympiques d'été de 2012 à Londres. C'est la première participation de ce pays aux Jeux paralympiques avec deux athlètes dans une unique catégorie sportive.

## Athlétisme
Hommes

- Levy Kitambala

Femmes

- Dedeline Mibamba

## Sources
1. ↑  Habibou Bangré, « RDC : participation historique aux Paralympiques », sur rfi.fr, 28 août 2012 (consulté le 7 août 2020).